# Perschling
Perschling (-18.02.2015: Weißenkirchen an der Perschling) é um município da Áustria localizado no distrito de St. Pölten, no estado de Baixa Áustria.